# Jamaica Farewell
Jamaica Farewell (englisch für Abschied von Jamaika) ist ein Volkslied im jamaikanischen Calypso-Stil (Mento), dessen Text von Lord Burgess verfasst wurde und dessen Originalaufnahme am 9. November 1955 von Harry Belafonte erfolgte, der das Lied auf seinem im August 1956 erschienenen Album Calypso veröffentlichte.

## Inhalt
In dem Lied erzählt der Protagonist, wie ihn die Seefahrerei einst nach Jamaika verschlug, wo er sich in eine Frau verliebte. Doch er musste weiter reisen und befindet sich gerade auf dem Weg von Maine nach Mexiko, obwohl er mit seinen Gedanken immer noch in Jamaika ist.

## Geschichte
Das Lied beschreibt die Schönheiten der Westindischen Inseln (zu denen unter anderem Jamaika gehört) und die Melodie soll Berichten zufolge bereits in der Region populär gewesen sein, bevor Lord Burgess den Songtext dazu schrieb. Ferner wird angenommen, dass es sich nicht nur um eine Melodie handelte, deren sich Burgess bediente, sondern dass er mehrere Melodien aus traditionellen Volksliedern der Region zu einem neuen Lied verschmolz.

## Coverversionen
Das Lied wurde von zahlreichen Künstlern gecovert, zu denen unter anderem die nachstehend (in alphabetischer Reihenfolge) Genannten gehören:
- Chuck Berry[3]
- Jimmy Buffett[4]
- Chubby Checker[5]
- Ray Conniff[6]
- Sam Cooke[7]
- Desmond Dekker[8]
- The Lennon Sisters[9]
- The Mavericks[10]
- Nana Mouskouri[11] (auch auf Deutsch unter dem Titel Weil der Sommer ein Winter war[12] und auf Französisch als L'été en hiver[13])
- Nina & Frederik[14]
- Patti Page[15]
- Marty Robbins[16]
- Carly Simon[17]
- Don Williams[18]

Neben den oben genannten Versionen auf Deutsch und Französisch von Nana Mouskouri gibt es unter anderem auch eine spanischsprachige Version der mexikanischen Gruppe Los Hooligans unter dem Titel Adiós a Jamaica und eine schwedische Version der Dansband Schytts, deren Lied Jamaica farväl 1979 über mehrere Wochen hinweg in den Svensktoppen vertreten war.